# Erki Nool
Erki Nool (Võru, 25 de junho de 1970) é um decatleta da Estônia, campeão olímpico em Sydney 2000. 
Nool ganhou a medalha de ouro do decatlo em Sydney, apesar de não vencer nenhuma das provas individuais, mas somando o maior número de pontos ao final das dez modalidades disputadas. Sua vitória veio após o juiz geral da competição desconsiderar uma bandeira vermelha dada por um dos juízes do lançamento de disco, seu último e único lançamento válido, alegando uma ponta de pé fora da área de lançamento, o que não se confirmou na imagem fotográfica. A validação da sua marca de 43 m e 66 cm provocou protestos em outros competidores, mas mesmo assim ele foi confirmado como campeão olímpico.
No ano seguinte, conquistou a medalha de prata no Campeonato Mundial de Atletismo de Edmonton, no Canadá.
Erki é o recordista mundial do salto em distância nas provas de decatlo, com 8m22cm.

## Vida pessoal
Em setembro de 1997, antes do Jogos, ele fundou a primeira escola de atletismo privada da Estônia, para jovens atletas entre 8 e 16 anos, e desde 2005 é o vice-diretor da comissão de atletas do Comitê Olímpico Europeu.
Em 2007, foi eleito para o Parlamento estoniano representando o partido Union Pro Patria e Res Publica.. Desde 2008 também é membro do Comitê Olímpico da Estônia.